# Akiyuki Nosaka
Akiyuki Nosaka (Kamakura, 10 de outubro de 1930 - 9 de dezembro de 2015) foi um romancista, cantor, letrista, membro da Câmara dos Conselheiros e, como redator, usou o nome Yukio Aki e seu pseudônimo de cantor foi Claude Nosaka.

## Biografia
Nosaka nasceu em Kamakura, Kanagawa, filho de Sukeyuki Nosaka, que era um sub-governador de Niigata. Juntamente com suas irmãs, ele cresceu como um filho adotivo de uma família de sobrenome Harimaya  em Nada, Kobe, Hyōgo. Nosaka faz parte da "Geração das Cinzas" (Yakeato Sedai), que inclui outros escritores como Oe Kenzaburo e Oda Makoto.
Uma de suas irmãs morreu como resultado de desnutrição, e seu pai adotivo morreu durante o bombardeio de Kobe, em 1945, na Segunda Guerra Mundial. Outra irmã morreu de desnutrição em Fukui. Nosaka mais tarde baseou seu conto Grave of the Fireflies nessas experiências. Ele é bem conhecido por histórias infantis sobre a guerra. Seu Grave of the Fireflies e American Hijiki venceu o 58º Prêmio Naoki (1967).
Seu romance, The Pornographers, foi traduzido para o inglês por Michael Gallagher e publicado em 1968. Também foi filmado como The Pornographers, de Shohei Imamura. Em dezembro de 1978, ele foi creditado por dar ao ex-lutador de wrestling Susumu Hara seu nome no ringue, Ashura Hara.
Ele foi eleito para a dieta japonesa em 1983. Nosaka sofreu um derrame em 2003 e, embora ainda afetado por ele, ele continuou escrevendo uma coluna para o diário Mainichi Shimbun.
Na transmissão da NHK em 10 de dezembro de 2015, anunciando a morte de Nosaka, um jornalista veterano foi citado dizendo que Nosaka era notável por questionar o que a maioria das pessoas considera senso comum, mas o Japão entrou agora numa era em que isso não é mais possível.